# فهرس قاعدة بيانات
فهرس قاعدة البيانات هو هيكلية بيانات هدفه تحسين سرعة عملية استرجاع البيانات من جدول في قاعدة البيانات على حساب تبطيء تخزين البيانات وزيادة الحجم المستهلك للتخزين. يمكن أن تخلق الفهارس بعمود أو أكثر من أعمدة جدول في قاعدة بيانات، وبذلك يتم تحسين عمليتي الحصول على بيانات بشكل سريع وعشوائي و الوصول للسجلات المرتبة. المساحة التي يحتاجها الفهرس للتخزين على القرص عادة ما تكون أقل من المساحة التي يحتاجها الجدول، ذلك لأن الفهارس تحتوي فقط على الأعمدة الأساسية التي يجب أن يُرتّب الجدول بناء عليها، ولا تحتوي على بقية أعمدة الجدول.